# Víctor Claver
Víctor Claver Arocas (Valencia; 30 de agosto de 1988) es un exjugador  de baloncesto español que disputó 18 temporadas como profesional. Con 2,08 metros de altura, su posición dentro de la pista era la de alero. Fue internacional absoluto con España con la que se proclamó tricampeón continental en 2009, 2011 y 2015, y campeón mundial en 2019.

## Trayectoria deportiva

### Inicios
Víctor comenzó jugando a baloncesto en las actividades deportivas que organizaban en el Colegio Sagrado Corazón HH. Maristas de Valencia, donde estudiaba. Más tarde continuó con su progresión para pasar a formar parte de las categorías inferiores del Pamesa Valencia. Durante la temporada 2005-06 jugó en el conjunto taronja de la Liga EBA, donde una temporada más tarde subiría al primer equipo.
A finales de junio de 2009 fue elegido en el puesto 22 de la 1.ª ronda del Draft de 2009 de la NBA por los Portland Trail Blazers, pero Portland Trail Blazers y el jugador acuerdan esperar alrededor de dos años, debido a su temprana edad, para que siga creciendo en las competiciones europeas y así dar el salto a la NBA. 
En la campaña 2010-11, a pesar de un complicado e irregular inicio realiza una gran temporada siendo un pilar base del Power Electronics Valencia en las tres competiciones que disputa ACB, Euroliga, y Copa del Rey de Baloncesto, pese a la lesión en competición europea hasta aproximadamente finales de abril.
En la temporada 2011-12 con el Power Electronics Valencia, sufre una lesión que le mantiene dos meses apartado de los terrenos de juego.

### NBA
En julio de 2012, de cara a la temporada 2012-13, firma finalmente con los Portland Trail Blazers en la NBA por dos temporadas. Es asignado al filial de la G League, los Idaho Stampede. Debuta en la NBA el 10 de diciembre de 2012 ante Toronto Raptors. Esa temporada disputa 49 encuentros con el primer equipo, 16 de ellos como titular.
En su segundo año con los Blazers, el 26 de febrero de 2014 ante New Jersey Nets, consigue su mejor marca anotadora en la NBA con 13 puntos. Esa temporada apenas disputa 21 encuentros, ninguno como titular.
Durante su tercera temporada en Portland, el 19 de febrero de 2015, fue traspasado a los Denver Nuggets junto a Will Barton, Thomas Robinson y una futura primera ronda del draft a cambio de Arron Afflalo y Alonzo Gee. A los pocos días de su fichaje es cortado por Nuggets.

### Europa
El 1 de marzo de 2015 deja la NBA y ficha por el Khimki ruso, aunque no puede jugar la Euroliga.
En julio de 2015 no es renovado por el Khimki, fichando en el mes de septiembre por el Lokomotiv Kuban.
En julio de 2016, vuelve a la Liga ACB al fichar por el F. C. Barcelona por tres temporadas. Tras la finalización del contrato, en julio de 2019, ambas partes lo renuevan por otros tres años.
En septiembre de 2019, en el Hospital Universitario Dexeus de Barcelona, se nombra una sala de tratamiento de cáncer en honor a su padre, Francisco Javier Claver, más conocido como Paco Claver, fallecido por dicha enfermedad.
Tras cinco temporadas en el Barça, en julio de 2021 se anuncia su marcha del club azulgrana, fichando seguidamente por el Valencia Basket con un contrato de tres temporadas.
Tras tres temporadas en Valencia, el 1 de julio de 2024 y a los 35 años, anuncia su retirada como profesional.
El 7 de octubre de 2024 se le otorgó el título de Hijo Predilecto de Valencia, la distinción honorífica más importante de la ciudad de Valencia.

## Selección nacional

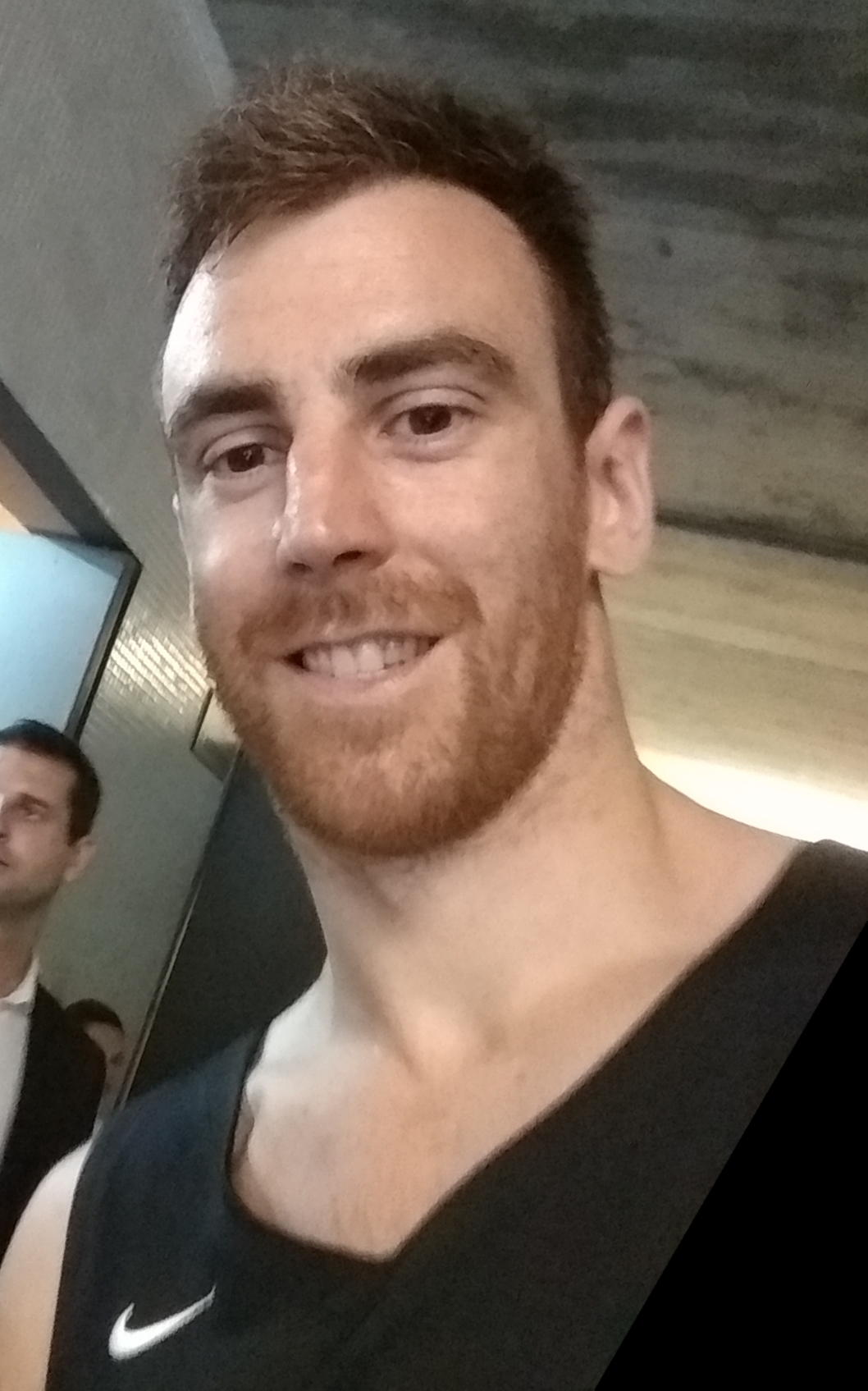
Víctor Claver en julio de 2018.

Fue integrante de las selecciones júnior de España. Disputó el EuroBasket Sub-16 de 2004, los EuroBasket Sub-18 de 2005 y de 2006 llevándose el bronce en este último, luego el Mundial Sub-19 de 2007 en Serbia, y el EuroBasket Sub-20 de 2008, donde de nuevo consiguió la medalla de bronce.

### Europeos
Disputó su primer Eurobasket en Polonia 2009, donde la selección española se proclamó campeona.
Participó en Lituania 2011, Eslovenia 2013, y el Eurobasket de 2015 con un resultado de dos oros y un bronce.

### Mundiales
En junio de 2010 fue incluido en la lista de 24 jugadores facilitada por la Federación Española de Baloncesto a la FIBA para integrar la selección de baloncesto de España en el Campeonato Mundial de Baloncesto de 2010. El seleccionador español, Sergio Scariolo, lo incluyó en la lista de 15 jugadores, seleccionados de entre los 24 anteriores, que se concentrarían en Las Palmas previamente al campeonato, torneo en el que fue eliminado la selección en cuartos por Serbia. En el Mundial de España 2014, volvió a ser convocado y también la selección española de baloncesto fue eliminada en cuartos. 
De nuevo, para el Mundial de 2019 en China, Claver forma parte de la lista de convocados por Sergio Scariolo. Tras un excelente torneo, la selección española, con Claver como uno de sus jugadores destacados, consiguió el título de campeona del mundo, derrotando a Argentina en la final, jugada el 15 de septiembre de 2019.
Durante agosto y septiembre de 2023 fue integrante de la selección de España que participó en el Mundial de 2023 celebrado en Asia, y que finalizó en noveno lugar.

### Juegos Olímpicos
En Juegos Olímpicos de Londres 2012 fue finalista y medalla de plata.
El 21 de agosto de 2016 consigue la Medalla de Bronce en los Juegos Olímpicos de Río 2016.
En verano de 2021, fue parte de la selección absoluta española que participó en los Juegos Olímpicos de Tokio 2020, que quedó en sexto lugar.

## Estadísticas de su carrera en la NBA

### Temporada regular
| Año     | Equipo   | PJ | PT | MPP  | %TC  | %3P  | %TL  | RPP | APP | ROB | TPP | PPP |
| ------- | -------- | -- | -- | ---- | ---- | ---- | ---- | --- | --- | --- | --- | --- |
| 2012-13 | Portland | 49 | 16 | 16.6 | .392 | .287 | .467 | 2.4 | .9  | .5  | .2  | 3.8 |
| 2013-14 | Portland | 21 | 0  | 8.8  | .405 | .167 | .909 | 1.9 | .6  | .1  | .1  | 2.2 |
| 2014-15 | Portland | 10 | 0  | 7.6  | .450 | .545 | .000 | 2.0 | .1  | .1  | .1  | 2.4 |
| Total   | Total    | 80 | 16 | 13.4 | .398 | .293 | .585 | 2.2 | .7  | .4  | .2  | 3.2 |

### Playoffs
| Año   | Equipo   | PJ | PT | MPP | %TC  | %3P  | %TL  | RPP | APP | ROB | TPP | PPP |
| ----- | -------- | -- | -- | --- | ---- | ---- | ---- | --- | --- | --- | --- | --- |
| 2014  | Portland | 2  | 0  | 3.5 | .000 | .000 | .000 | 2.5 | .0  | .0  | .0  | .0  |
| Total | Total    | 2  | 0  | 3.5 | .000 | .000 | .000 | 2.5 | .0  | .0  | .0  | .0  |